# Raszta haj

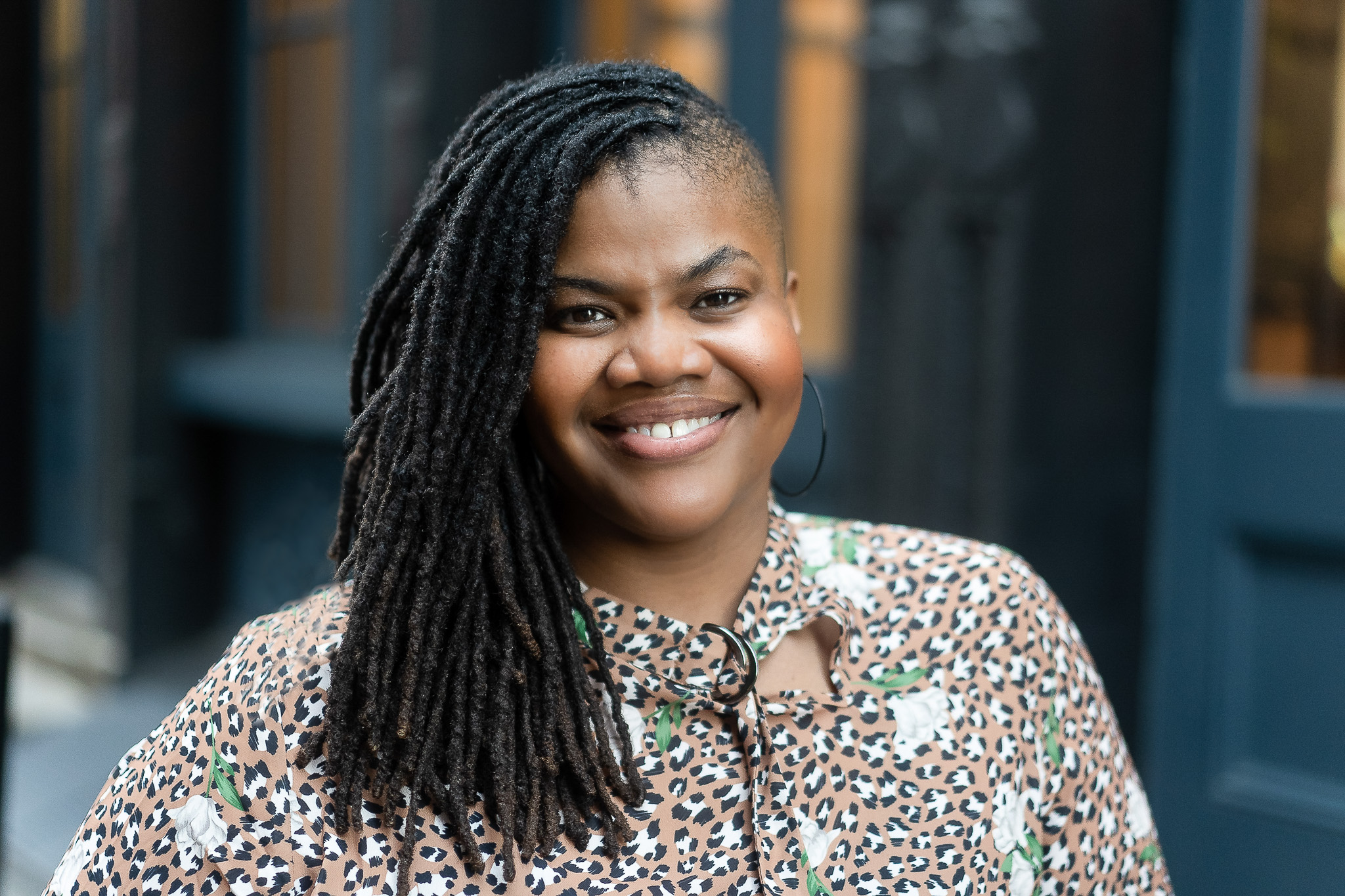
Raszta hajú lány

A raszta haj elnevezése a rasztafarizmus (afrikai eredetű vallási mozgalom) miatt kapta a nevét, mivel a vallás képviselőinek ilyen hajat kell hordania. A haj viselete természetesen semmilyen kötelezettséget nem jelent, főleg hazánkban. Egyszerűen csak az elnevezés innen származik, a nemzetközi nyelvben ez dreadlock-ként található meg. A legendával ellentétben nem a kosztól és a nem fésülködéstől áll össze a raszta haj, hanem sok órányi munkája van benne egy hozzá értő személynek.
A raszta hajviselet egy különálló mesterség, a fodrászaton belül. Viszont érdekes módon nincs átjárás a a fodrászok és a raszta mesterek között szakmai tapasztalat alapján. Mivel a rasztához nem használnak ollót és egyéb vágó eszközöket.A rasztával való bármilyen eszköz a fésű, a speciális kézmozdulatok és leginkább a horgolótű hármasából származik. Hiszen itt a hajszálak összekócolásáról van szó, nem pedig a hajvágás módjáról és fortélyairól. 
A raszta hajjal történő műveletek három nagy területbe szedhetőek.

## Raszta készítése

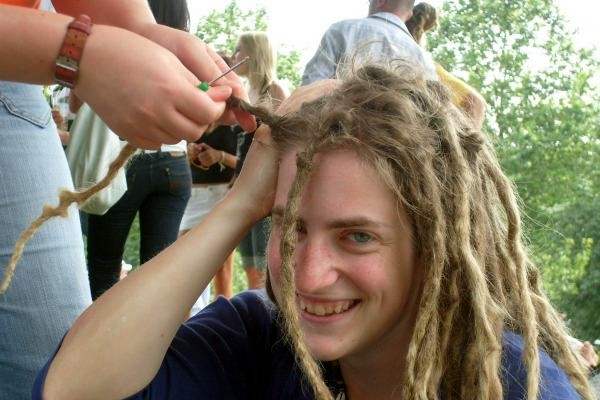
Raszta haj készítése

A raszta elkészítését jelenti, amikor valaki sima, hosszú hajából rasztát készítenek. Ezt több módszer mentén tehetik meg, de minden esetben az a lényeg, hogy a hajszálak tincsek formájába csoportosulva össze kócolódjanak, és úgy maradjanak. Az egyik ismert módszer, hogy horgolótűt addig húzgálják a hajszálak egy csoportjában, ameddig a tű fejébe akadt hajszálaknak köszönhetően az össze nem kócolódik egy egységes, kibonthatatlan raszta tinccsé. A másik módszernél sűrű fogú fésűt használnak, és azzal kicsi mozdulatokkal ellentétes irányba elkezdik fésülni a hajat, ameddig az össze nem áll egységes tincsekké. Az előbbi módszert csak kevesen tudják megcsinálni, sok tapasztalat kell hozzá, ezért az utóbbi módszer elterjedtebb a hétköznapi használatban. 
A horgolótűvel készítés módszere viszont stabilabb, strapabíróbb és egészségesebb megjelenést biztosít a raszta hajnak.

## Raszta hosszabbítása
A szinonimája ebben az esetben a hosszabbításnak a toldás. Amikor a raszta hajhoz pótlást tesznek, hogy az hosszabb vagy vastagabb tincsekkel rendelkezzen. A pótlás teljesen ugyanolyan eljárással történik, mint a készítés, csak a pótlás esetén az alany saját haján túl plusz hajat (vagy műhajat) is rakat a raszta tincsei végére. A hosszabb raszta tincsek elérésén túl az elvékonyodott szakaszok vissza vastagítása is cél lehet, illetve alapvetően vékony raszta tincsek vastagabbá alakíthatóak, amennyiben arra igény van. 

## Raszta javítása
A raszta hajat elkészítését követően rendszeresen karban kell tartatni. Egyrészről a haj növekszik, így az újonnan nőtt részt is be kell rasztázni a tincsek töveinél. Másrészről a raszta tincsekből egy idő után kicsúsznak a hajszálak, így a tincsek erőssége megbomlik, melynek szemmel látható jelei is lesznek. Ezeket a kiálló hajszálakat vissza kell erőltetni a raszta tincsekbe, illetve ott a lehető legszorosabban meg is kell húzni azokat, hogy ne tudjanak egyhamar újból kimozdulni.

## A raszta haj mosása
A raszta haj mosása egy elhagyhatatlan és szükséges dolog. A legendával ellentétben azt nem a kosz tartja össze, a fej természetes zsírosodása pedig kifejezetten rossz hatással van annak állag megőrzésére. A raszta tincsek mosása külön lehetséges a fejbőrétől, épp attól függően, melyik tisztítására van jelen pillanatban szükség. A mosás szappannal, szilikon mentes samponnal történik, a sima vizes mosást nem ajánlják a szakértők.